# Albert Petersen (Politiker)
Albert Petersen (* 2. Juni 1892 in Lübberstedt (Gödenstorf); † 17. Mai 1967 ebenda) war ein deutscher Landwirt und Politiker (DDP, CDU).
Petersen war der Sohn eines Landwirts und lebte als Hofbesitzer und Kartoffelhändler in seinem Heimatort.
Er war vor 1933 als stellvertretender Vorsitzender des Kreisverbandes Winsen im Hannoverschen Kleinbauernbund Kreistagsmitglied. 1929 wurde er auf Platz 1 der Liste der DDP für den Wahlbezirk Harburg-Wilhelmsburg in den Provinziallandtag der Provinz Hannover gewählt. Dort war er Beisitzer im Präsidium und Mitglied im Rechnungsausschuss. 1932 schied er aus dem Parlament aus. In der Zeit des Nationalsozialismus konnte er seine politische Arbeit nicht fortsetzen.
Ab 1946 war er wieder Kreistagsabgeordneter und Mitglied des neunköpfigen vorläufigen Kreisausschusses. 1946 wurde er zum Bürgermeister von Lübberstedt gewählt und blieb bis 1947 im Amt. 1961 bis 1967 war er dort erneut Bürgermeister. 1947 wurde er Mitglied der CDU. 1952 bis 1956 war er Mitglied des Harburger Kreistags.
Daneben war er nach dem Krieg Gründer und stellvertretender Kreisvorsitzender des Niedersächsischen Landvolks. Er engagierte sich in der Kirche und war ehrenamtlicher Richter beim Landwirtschaftsgericht Winsen an der Luhe und ab 1954 Oberlandwirtschaftsrichter am Oberlandesgericht Celle. Er wurde mit dem Bundesverdienstkreuz geehrt.